# Daniel T. Barry
Daniel Thomas Barry, född 30 december 1953 i Norwalk, Connecticut, är en amerikansk astronaut uttagen i astronautgrupp 14 den 5 december 1992

## Rymdfärder
- STS-72
- STS-96
- STS-105